# یونایتد ایرکرفت
یونایتد ایرکرفت (انگلیسی: United Aircraft) شرکت هوافضای آمریکایی است، که در سال ۱۹۳۴ توسط فردریک رنتشلر تأسیس شد و هم‌اکنون زیرمجموعه‌ای از شرکت یونایتد تکنالوجیز می‌باشد.